# Onthophagus sobrius
Onthophagus sobrius är en skalbaggsart som beskrevs av Vladimir Balthasar 1959. Onthophagus sobrius ingår i släktet Onthophagus och familjen bladhorningar. Inga underarter finns listade i Catalogue of Life.